# Tour of Trakya
Die Tour de Trakya war ein türkisches Etappenrennen im Straßenradsport, das 2010 ins Leben gerufen wurde. Es war Teil der UCI Europe Tour in der Kategorie 2.2. Es wurde in der Provinz Tekirdağ und ihrer Hauptstadt Tekirdağ ausgetragen. 2013 wurde das Rennen abgesagt. und seitdem nicht mehr ausgetragen.

## Ergebnisse
| Jahr | Erster           | Zweiter             | Dritter                |
| ---- | ---------------- | ------------------- | ---------------------- |
| 2010 | Stefan Christow  | Mert Mutlu          | Georgi Petrov Georgiev |
| 2011 | Andreas Keuser   | Kemal Küçükbay      | Danail Petrow          |
| 2012 | Jurij Metlušenko | Ali Rıza Tanrıverdi | Eduard-Michael Grosu   |